# بيل وايت (سياسي)
بيل وايت هو سياسي كندي، ولد في 7 فبراير 1915 في كندا، وتوفي في 23 يناير 1981 في نيوزيلندا. حزبياً، نشط في Co-operative Commonwealth Federation ‏.